# Estação de Malesherbes
A Estação de Malesherbes é uma estação ferroviária francesa na linha de Villeneuve-Saint-Georges a Montargis, localizada no território da comuna de Le Malesherbois, no departamento de Loiret, na região do Centre-Val de Loire.
É uma estação da Société Nationale des Chemins de Fer Français (SNCF), servida pelos trens da linha D do RER, da qual constitui o terminal de um ramal operado separadamente. Ela está localizada a uma distância de 76,644 km de Paris-Gare-de-Lyon.

## Situação ferroviária
Estação de junção, está localizada no ponto do quilômetro (PK) 76.644 da linha de Villeneuve-Saint-Georges a Montargis, após a estação Boigneville, no PK 26.150 da linha de Bourron-Marlotte - Grez a Malesherbes parcialmente usada no tráfego de carga e em PK 177,8 na linha Aubrais - Orléans em Malesherbes (também frete parcial). Sua altitude é de 71 m.

## História

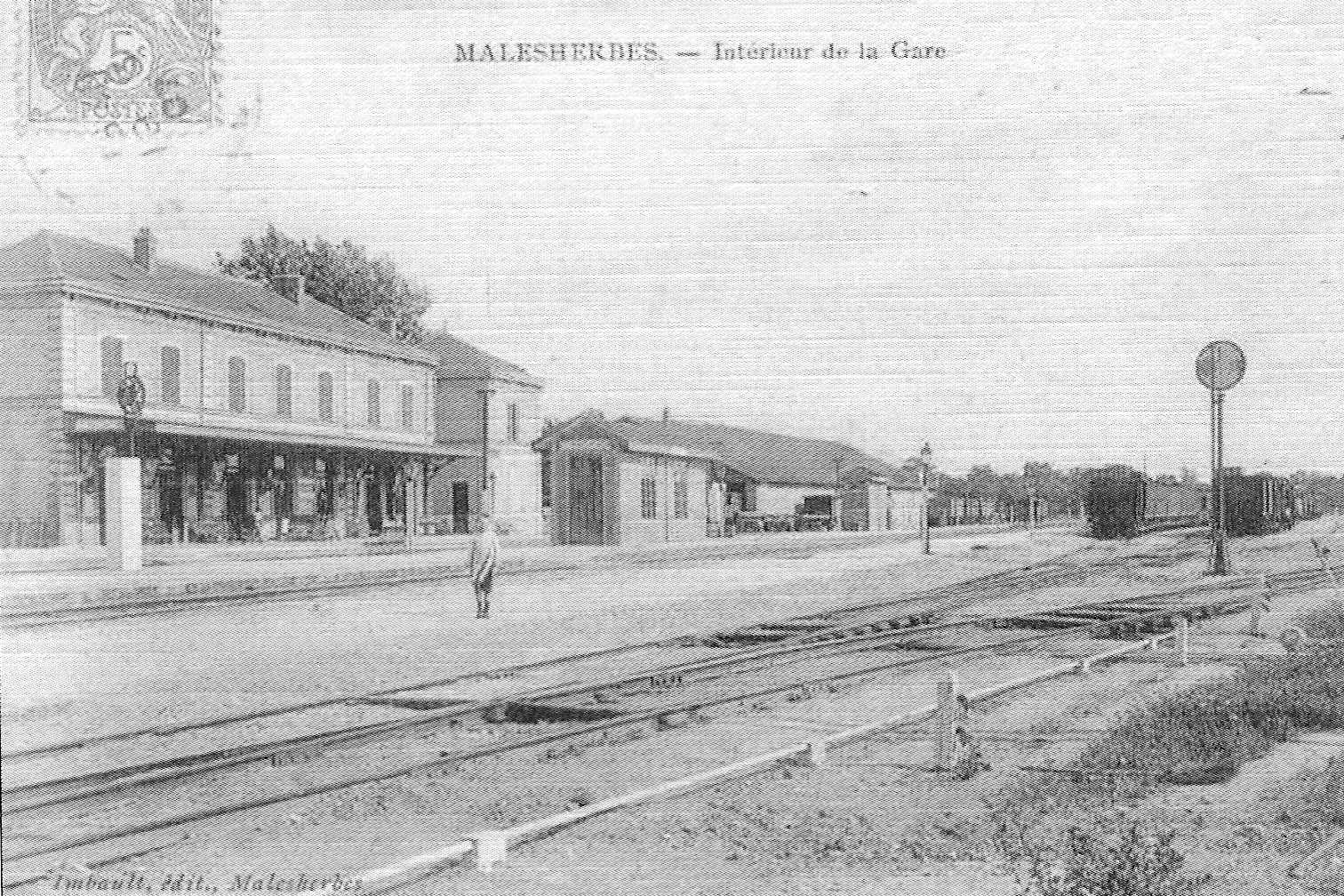
Vista da estação no início do XX XX século.

A Compagnie des chemins de fer de Paris à Lyon et à la Méditerranée (PLM) põe em serviço o trecho de Maisse a Montargis, no qual se encontra a estação de Malesherbes, em 5 de maio de 1867.
De 14 de dezembro de 2008 até 15 de dezembro de 2013, os trens que partiam da estação Malesherbes não serviam mais a parte norte da ligne D e tinham como destino a estação Châtelet - Les Halles ou Paris-Gare-de-Lyon.
Em 2018, segundo estimativas da SNCF, o atendimento anual da estação foi de 476 200 passageiros, número arredondado para a centena mais próxima.

## Serviços aos passageiros

### Recepção

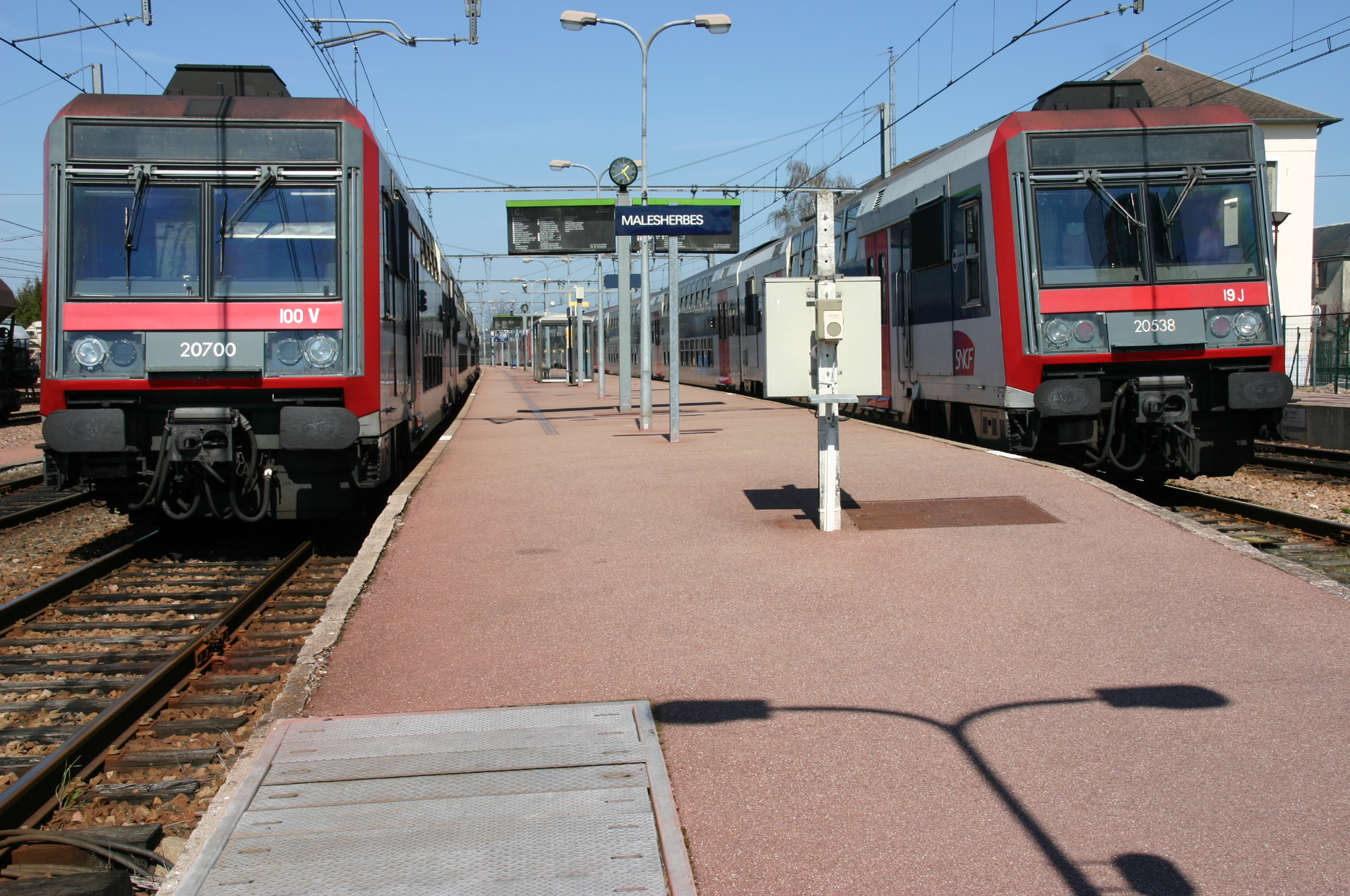
Dois trens Z 20500 estacionados nas linhas B e C. Eles partirão na direção de Corbeil/Paris.

Estação SNCF da rede Transilien, tem seu histórico edifício de passageiros aberto todos os dias.
Como a estação está localizada na região de Centre-Val de Loire, o preço do transporte público na Île-de-France não é teoricamente aplicável; existe uma tolerância, no entanto, sob certas condições.

### Ligação
A estação é servida por trens da linha D do RER, da qual é um dos terminais sul (D4).

### Intermodalidade
As linhas de ônibus passam nas proximidades: linhas 14 e 22 da rede de mobilidade interurbana (Rémi) da região Centre-Val de Loire e linha 184.014 da Cars Bleus.

## Serviços de mercadorias
Esta estação está aberta ao serviço de carga.

### Artigos relacionados
- Lista de estações na França
- Lista de estações RER em Île-de-France
- Linha de Villeneuve-Saint-Georges a Montargis